# Normandy, Surrey
Normandy är en ort och civil parish i Storbritannien.   Den ligger i grevskapet Surrey och riksdelen England, i den södra delen av landet, 50 km sydväst om huvudstaden London. Normandy ligger 55 meter över havet och antalet invånare är 1 563.
Terrängen runt Normandy är platt. Runt Normandy är det tätbefolkat, med 493 invånare per kvadratkilometer. Närmaste större samhälle är Aldershot, 6,3 km väster om Normandy. I omgivningarna runt Normandy växer i huvudsak blandskog.